# Nina Simone
Nina Simone, właśc. Eunice Kathleen Waymon (ur. 21 lutego 1933 w Tryon, zm. 21 kwietnia 2003 w Carry-le-Rouet) – amerykańska piosenkarka, autorka tekstów i pianistka. Klasyfikowana na ogół jako przedstawicielka jazzu, choć sama nie lubiła takiego szufladkowania. Jej twórczość to również muzyka z pogranicza bluesa, rhythm and bluesa i soulu. W 2018 wprowadzona do Rock and Roll Hall of Fame.

## Życiorys

### Młodość
Urodziła się na 33 East Livingston Street w miasteczku Tryon w Karolinie Północnej, jako szóste z ośmiorga dzieci swoich rodziców. Podobnie jak wielu innych czarnych piosenkarzy, była w dzieciństwie zainspirowana sukcesami Marian Anderson i zaczęła śpiewać w swoim kościele, od wczesnych lat przejawiając też wielki talent pianistyczny. Kiedy w wieku 10 lat dała swój pierwszy publiczny koncert, jej rodzice musieli przesiąść się do tylnych rzędów w sali, żeby zrobić miejsce białym słuchaczom. Ten incydent wpłynął silnie na jej późniejszą walkę o prawa obywatelskie.
Kiedy miała 17 lat, przeprowadziła się do Filadelfii, gdzie nauczała gry na fortepianie i akompaniowała piosenkarzom. Dzięki sponsorom rozpoczęła naukę w nowojorskiej prestiżowej szkole Juilliard School of Music, ale brak pieniędzy zmusił ją do przerwania nauki i porzucenia marzeń o podbiciu Ameryki jako pierwsza czarnoskóra pianistka koncertowa. Później usiłowała się jeszcze dostać na zajęcia z gry na fortepianie w Curtis Institute, ale jej kandydaturę odrzucono. Simone była przekonana, że stało się tak z powodów rasowych.

### Pierwszy sukces
Artystka zwróciła się więc ku bluesowi i jazzowi, dając pierwszy występ w jednym z klubów nocnych w Atlantic City. W 1954 przyjęła swój pseudonim („Niną” nazywał ją jej chłopak, zaś „Simone” to hołd dla francuskiej aktorki Simone Signoret). Szerszy rozgłos zdobyła w 1959 porywającą interpretacją piosenki I Loves You Porgy z opery Porgy and Bess George’a Gershwina, jedynym utworem, który awansował do czołowej czterdziestki list przebojów w USA. Wkrótce potem był singel My Baby Just Cares For Me, wykorzystany później w reklamach Chanel No. 5 na wyspach brytyjskich oraz w filmie Bernardo Bertolucciego Ukryte pragnienia. Wytwórnia Aardman Animations Nicka Parka i Petera Lorda nakręciła do niego również teledysk, wykorzystując technikę animacji plastelinowej.

### Prawa obywatelskie
W latach 60. Nina Simone była zaangażowana w ruch praw obywatelskich, co zaowocowało nagraniem kilku piosenek o wymowie politycznej. W 1963 powstał pierwszy taki utworów o nazwie Mississippi Goddam, który powstał krótko po skutecznym zamachu na kościół w Birmingham, w którym zginęło czworo dzieci, nastoletnich dziewczynek. Simone powiedziała później, że piosenka przyszła do niej „w przypływie furii, nienawiści i determinacji”. W 1964 przerobiła tekst Kurta Weilla o stosunkach między klasami społecznymi na tekst o południowych Stanach i tamtejszych relacjach rasowych, klasowych i płciowych. Inne zaangażowane piosenki nagrane przez Simone to m.in.: Old Jim Crow (1964), Blacklash Blues (1967), znany cover nagrany w 1967: I Wish I Knew How It Would Feel to Be Free, czy skomponowana w 1969 przez Simone To Be Young, Gifted and Black z tekstem Weldona Irvina (później nagrana też m.in. przez Arethę Franklin i Donny’ego Hathawaya).

### Największe przeboje
W 1961 Simone nagrała swoją wersję tradycyjnej piosenki House of the Rising Sun, śpiewanej też przez Boba Dylana i – przede wszystkim – The Animals. Piosenkarka znana jest też z hitu Screamin’ Jaya Hawkinsa I Put a Spell on You, Ain’t Got No (I Got Life) z musicalu Hair czy Here Comes the Sun The Beatles. Była artystką bardzo wszechstronną, potrafiła podczas jednego koncertu zagrać utwory z najróżniejszych dziedzin muzycznych – jazzu, bluesa, gospel, a nawet z pogranicza muzyki poważnej.
Sławę przyniósł jej utwór Sinnerman, wykorzystany w filmie Afera Thomasa Crowna (1968) Normana Jewisona. Ta sama piosenka rozbrzmiała również w remake’u filmu z 1999, w którym wystąpili Pierce Brosnan i Rene Russo, a także w filmach: Komórka (2004), Inland Empire (2006) i Miami Vice (2006), serialach: Hoży doktorzy (2001), Impersonalni (2011), Sherlock (2011), Lucyfer (2016) i The Umbrella Academy (2019) oraz grze The Saboteur (2009).

### Późniejsze życie

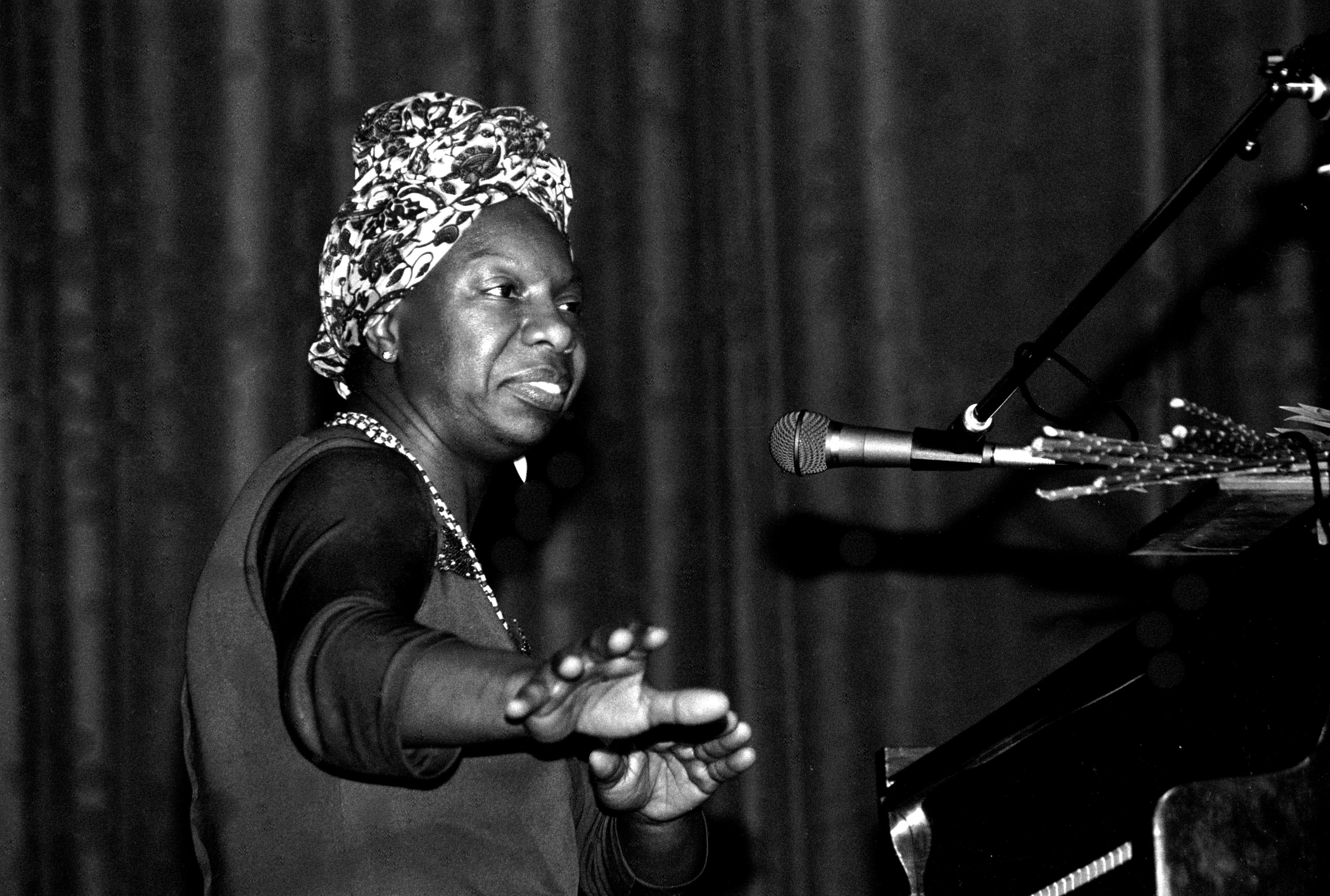
Koncert we Francji w 1982 r.

W 1971 Simone wyjechała z USA po konfliktach z agentami, firmami nagraniowymi i władzami skarbowymi, choć publicznie jako powód wyjazdu podawała rasizm. Powróciła w 1978 i została zaaresztowana za niepłacenie podatków (przez kilka lat rzeczywiście nie płaciła podatków w ramach protestu przeciw wojnie w Wietnamie). Później mieszkała w różnych krajach na Karaibach, w Afryce i Europie, występując aż do sześćdziesiątego roku życia. W latach 80. regularnie koncertowała w klubie jazzowym Ronniego Scotta w Londynie.
Miała opinię osoby bardzo chwiejnej i niełatwej we współpracy, choć gwałtownie protestowała przeciw takim określeniom. Na scenie była na ogół wyniosła i dumna, ale w późniejszych latach często przeplatała piosenki dowcipnymi anegdotami ze swojego życia. Swoim królewskim stylem zapracowała sobie na przydomek „Arcykapłanki Soulu” (High Priestess of Soul, patrz również: Aretha Franklin i Ella Fitzgerald).
Jej córka, aktorka i piosenkarka znana jako Simone, wystąpiła na Broadwayu w Aidzie.
W 1992 ukazała się autobiografia artystki pod tytułem I Put a Spell on You (ISBN 0-306-80525-1).
W 1993 osiedliła się w pobliżu Aix-en-Provence na południu Francji.
Zmarła 21 kwietnia 2003.

## Piosenki w filmach
Utwory Niny Simone pojawiły się na ścieżkach dźwiękowych do filmów: Kryptonim Nina (5 piosenek), Płytki grób (1994) Danny’ego Boyle’a, Romeo i Julia (1996) Baza Luhrmanna, Big Lebowski (1998) braci Coen, Przed zachodem słońca (2004) Richarda Linklatera, Inland Empire (2006) Davida Lyncha, Miami Vice (Policjanci z Miami) (2006) Michaela Manna czy Sekrety (2007) Alice Nellis. W filmie Rewers (2009) Borysa Lankosza usłyszeć można jej utwór Don’t Let Me Be Misunderstood, w Niewinnych kłamstewkach (Les Petits Mouchoirs, 2010) Guillaume’a Caneta – kompozycję My Way, zaś w filmie Nietykalni (2011) Oliviera Nakache’a i Erica Toledana – utwór Feeling Good. Natomiast w filmie Beyond the lights (2014) wykorzystano piosenkę Blackbird oraz ponownie Feeling Good – w filmie Cruella (2021).